# ヴィアルフレ
ヴィアルフレ（伊: Vialfrè）は、イタリア共和国ピエモンテ州トリノ県にある、人口約200人の基礎自治体（コムーネ）。

## 地理

### 位置・広がり

#### 隣接コムーネ
隣接するコムーネは以下の通り。
- アリエ
- クチェーリオ
- サン・マルティーノ・カナヴェーゼ
- スカルマーニョ